# Championnat d'Angleterre de football 2004-2005
Navigation
Édition précédente Édition suivante
La 106e édition du championnat d'Angleterre de football 2004-2005 est la treizième sous l'appellation Premier League. Elle oppose les vingt meilleurs clubs d'Angleterre en une série de trente-huit journées.
Elle est remportée par Chelsea FC. Le club londonien finit douze points devant le tenant du titre, Arsenal FC et dix-huit points devant Manchester United. C'est le deuxième titre des « Blues » en championnat d'Angleterre, le précédent datant de 1954.
Chelsea FC et Arsenal FC se qualifient pour les phases de poules de la Ligue des champions, Manchester United et Everton FC se qualifient pour le troisième tour qualificatif de cette compétition. Liverpool FC, tenant de la Ligue des Champions est qualifié pour le premier tour qualificatif. Bolton Wanderers et Middlesbrough FC se qualifient pour la Coupe UEFA. Newcastle United dispute la Coupe Intertoto.
Le système de promotion/relégation ne change pas : descente et montée automatique, sans matchs de barrage pour les trois derniers de première division et les deux premiers de deuxième division, poule de play-off pour les deuxième à sixième de la division 2 pour la dernière place en division 1. À la fin de la saison, les clubs de Crystal Palace, Norwich City et Southampton FC sont relégués en deuxième division. Ils sont remplacés par Sunderland AFC, Wigan Athletic et West Ham United après play-off.
L'attaquant français Thierry Henry, d'Arsenal FC, remporte pour la troisième fois le titre de meilleur buteur du championnat avec 25 réalisations.

## Les 20 clubs participants
| - Arsenal FC - Aston Villa - Birmingham City - Blackburn Rovers - Bolton Wanderers - Charlton - Chelsea FC - Crystal Palace - Everton - Fulham FC | - Liverpool FC - Manchester City - Manchester United - Middlesbrough FC - Newcastle United - Norwich City - Portsmouth FC - Southampton FC - Tottenham Hotspur - West Bromwich Albion |

## Les grandes dates de la saison
- 8 août : Arsenal FC ouvre la saison en s'imposant face à Manchester United (3-1) dans le match traditionnel du Community Shield.
- 25 août : En gagnant 3-0 face à Blackburn Rovers, Arsenal établit un nouveau record d'invincibilité en championnat d'Angleterre avec 43 matches consécutifs sans défaite. Le record précèdent était la propriété de Nottingham Forest, avec 42 matches entre novembre 1977 et septembre 1978.
- 30 août : Le manager de Newcastle United, sir Bobby Robson, est remercié après le début de saison en demi teinte des Magpies.
- 6 septembre : Graeme Souness démissionne de son poste de manager de Blackburn Rovers pour prendre en mains le club de Newcastle United. Il entre en fonction le 13 septembre, après le match Blackburn-Newcastle.
- 24 octobre : Le record d'invincibilité en championnat d'Angleterre d'Arsenal est finalement fixé à 49 après une défaite chez les rivaux de Manchester United.
- 26 octobre : Le manager Gary Megson est remercié par West Bromwich Albion.
- 29 octobre : Chelsea annule le contrat du buteur Adrian Mutu à la suite d'un test positif à la cocaïne.
- 5 novembre : Le manager Jacques Santini démissionne et quitte Tottenham Hotspur ; il évoque des raisons personnelles, mais, de fait, ce sont plutôt les tiraillements au sein du staff des Spurs qui décident Santini. Martin Jol prend le relais à la tête de Tottenham.
- 9 novembre : Bryan Robson est nommé nouveau manager de West Bromwich Albion.
- 24 novembre : Harry Redknapp démissionne de son poste de manager de Portsmouth FC.
- 24 novembre : Sir Alex Ferguson fête son 1000e match à la tête de Manchester United.
- 8 décembre : Southampton vire son manager Steve Wigley après seulement 14 semaines à cette fonction. Dans la foulée, le club annonce l'arrivée d'Harry Redknapp.

(à compléter)
- 30 avril : Chelsea est champion.

## Classement final
| Rang | Équipe                 | Pts | J  | G  | N  | P  | Bp | Bc | Diff |
| ---- | ---------------------- | --- | -- | -- | -- | -- | -- | -- | ---- |
| 1    | Chelsea FC L           | 95  | 38 | 29 | 8  | 1  | 72 | 15 | +57  |
| 2    | Arsenal FC T C         | 83  | 38 | 25 | 8  | 5  | 87 | 36 | +51  |
| 3    | Manchester United      | 77  | 38 | 22 | 11 | 5  | 58 | 26 | +32  |
| 4    | Everton FC             | 61  | 38 | 18 | 7  | 13 | 45 | 46 | -1   |
| 5    | Liverpool FC C1        | 58  | 38 | 17 | 7  | 14 | 52 | 41 | +11  |
| 6    | Bolton Wanderers       | 58  | 38 | 16 | 10 | 12 | 49 | 44 | +5   |
| 7    | Middlesbrough FC       | 55  | 38 | 14 | 13 | 11 | 53 | 46 | +7   |
| 8    | Manchester City        | 52  | 38 | 13 | 13 | 12 | 47 | 39 | +8   |
| 9    | Tottenham Hotspur      | 52  | 38 | 14 | 10 | 14 | 47 | 41 | +6   |
| 10   | Aston Villa            | 47  | 38 | 12 | 11 | 15 | 45 | 52 | -7   |
| 11   | Charlton Athletic      | 46  | 38 | 12 | 10 | 16 | 42 | 58 | -16  |
| 12   | Birmingham City        | 45  | 38 | 11 | 12 | 15 | 40 | 46 | -6   |
| 13   | Fulham FC              | 44  | 38 | 12 | 8  | 18 | 52 | 60 | -8   |
| 14   | Newcastle United       | 44  | 38 | 10 | 14 | 14 | 47 | 57 | -10  |
| 15   | Blackburn Rovers       | 42  | 38 | 9  | 15 | 14 | 32 | 43 | -11  |
| 16   | Portsmouth FC          | 39  | 38 | 10 | 9  | 19 | 43 | 59 | -16  |
| 17   | West Bromwich Albion P | 34  | 38 | 6  | 16 | 16 | 36 | 61 | -25  |
| 18   | Crystal Palace P       | 33  | 38 | 7  | 12 | 19 | 41 | 62 | -21  |
| 19   | Norwich City P         | 33  | 38 | 7  | 12 | 19 | 42 | 77 | -35  |
| 20   | Southampton FC         | 32  | 38 | 6  | 14 | 18 | 45 | 66 | -21  |

Qualifications européennes

Ligue des champions 2005-2006
- Phase de groupes
- Troisième tour préliminaire
- Premier tour préliminaire

Coupe UEFA 2005-2006
- Premier tour

Coupe Intertoto 2005
- Demi-finale

Relégation
- Relégation en Championship 2005-2006

Abréviations
- T : Tenant du titre
- P : Promus de Championship 2003-2004
- C : Vainqueur de la FA Cup 2004-2005
- L : Vainqueur de la League Cup 2004-2005
- C1 : Vainqueur de la Ligue des champions 2004-2005

## Meilleurs buteurs
| Joueur                  | Buts | Équipe            |
| ----------------------- | ---- | ----------------- |
| Thierry Henry           | 25   | Arsenal FC        |
| Andy Johnson            | 21   | Crystal Palace    |
| Robert Pirès            | 14   | Arsenal FC        |
| Jermain Defoe           | 13   | Tottenham Hotspur |
| Jimmy Floyd Hasselbaink | 13   | Middlesbrough FC  |
| Frank Lampard           | 13   | Chelsea FC        |
| Peter Crouch            | 12   | Southampton FC    |
| Aiyegbeni Yakubu        | 12   | Portsmouth FC     |
| Andy Cole               | 12   | Fulham FC         |
| Eiður Guðjohnsen        | 12   | Chelsea FC        |

## Meilleurs passeurs
| Joueur             | Passes décisives | Équipe                     |
| ------------------ | ---------------- | -------------------------- |
| Frank Lampard      | 18               | Chelsea FC                 |
| Thierry Henry      | 14               | Arsenal FC                 |
| Dennis Bergkamp    | 12               | Arsenal FC                 |
| Stewart Downing    | 11               | Middlesbrough              |
| José Antonio Reyes | 10               | Arsenal FC                 |
| Luís Boa Morte     | 9                | Fulham FC                  |
| Ryan Giggs         | 9                | Manchester United          |
| Jonathan Greening  | 9                | West Bromwich Albion       |
| Arjen Robben       | 9                | Chelsea FC                 |
| Wayne Routledge    | 9                | Crystal Palace / Tottenham |

### Joueurs les plus décisifs
|   | Joueur                  | Club             | Total |
| - | ----------------------- | ---------------- | ----- |
| 1 | Thierry Henry           | Arsenal FC       | 39    |
| 2 | Frank Lampard           | Chelsea FC       | 31    |
| 3 | Andy Johnson            | Crystal Palace   | 24    |
| 4 | Dennis Bergkamp         | Arsenal FC       | 20    |
| 4 | Jimmy Floyd Hasselbaink | Middlesbrough FC | 20    |